# 만나야 할 사람
만나야 할 사람은 1974년 공개된 대한민국의 영화이다.

## 배역
- 신성일
- 김창숙
- 하명중